# كرة يد في دورة الألعاب الآسيوية 2010
مسابقة كرة اليد في دورة الألعاب الآسيوية 2010 سوف تعقد في قوانغتشو في الصين من 13 إلى 26 نوفمبر 2010. في هذه المسابقة ، 11 فريق سوف يلعب في بطولة الرجال ، و 8 فرق سوف يشاركوا في مسابقة النساء. القرعة أجريت في 18 أكتوبر.